# Ercheia borneensis
Ercheia borneensis är en fjärilsart som beskrevs av Louis Beethoven Prout 1919. Ercheia borneensis ingår i släktet Ercheia och familjen nattflyn. Inga underarter finns listade i Catalogue of Life.